# Luis María Rivas Dávila
Luis José María Rafael Rivas Dávila (Mérida, 19 de agosto de 1778 - La Victoria, 12 de febrero de 1814), fue un militar venezolano que luchó por la independencia de este país desde 1810 hasta 1814 cuando murió abatido en la Batalla de La Victoria.

## Antes de la guerra de Independencia
Luis Rivas Dávila fue el primero de los cinco hijos de Ignacio de Rivas de La Torre y de Bárbara Dávila y Rivera . En 1781 su padre fue designado Capitán de la Primera Compañía de los Comuneros en Mérida y trece años después fue Teniente Justicia Mayor de la misma ciudad. 
A los diecisiete años, Luis Rivas Dávila ingresó en el Colegio Seminario de San Buenaventura y en 1801 se trasladó a Caracas, donde comenzó a estudiar Derecho en la Universidad. Estudios que no concluyó.

## Actuación en la Guerra de Independencia
Luis Rivas Dávila se encontraba en la capital, cuando estalla la Revolución del 19 de abril de 1810 y fue nombrado por la Junta Suprema de Caracas para llevar la invitación al Ayuntamiento de Mérida para que esta ciudad tomara también la decisión de crear una Junta Autónoma para preservar los derechos de Fernando VII. 
Viaja a Mérida pero enferma en Barinas . Aquí permanece tres meses. Llega a su ciudad natal en el mes de septiembre. El Ayuntamiento de Mérida acató la invitación de la Junta de Caracas, convirtiéndose así en la última ciudad en formar su propia Junta Autónoma. 
La Junta de Mérida lo envía a Caracas como diputado ante la Junta Suprema, y fue designado por esta como Comisario ordenador de los Reales Ejércitos.  Al estallar la guerra de independencia lo ascendieron a Coronel, bajo las órdenes de Francisco de Miranda.  A principios de 1812 contrajo matrimonio con María de Jesús Rivero. Poco después luchó en la toma de la ciudad de Valencia y lo nombraron Secretario del Tribunal Revolucionario. 
Al caer la Primera República se refugia en las cercanías de su ciudad natal. Allí recibe al Libertador Simón Bolívar  que viene desde la Nueva Granada en lo que se conoce como la Campaña Admirable. Rivas Dávila retoma la lucha y llega con Bolívar hasta la capital. Aquí lo nombran comandante del Cuerpo de Dragones de Caracas y combate en la Batalla de Bárbula (30 de septiembre de 1813) y en la Batalla de Araure (5 de diciembre de 1813) donde su carga contra los realistas decidió la victoria a favor de los patriotas.

## Muerte
En la Batalla de La Victoria (12 de febrero de 1814)  fue herido mortalmente.  En la nota necrológica que publicó La Gaceta de Caracas, al conocer su muerte, se dice: "El benemérito coronel Luis Rivas Dávila, comandante del Escuadrón de Soberbios Dragones de Caracas, de la Orden de los Libertadores, murió de una bala de fusil en la brillante acción del 12 de febrero en La Victoria... Al extraer de su cuerpo la bala instrumento de su muerte, dijo a sus compañeros: "Llevadla a mi esposa y decidle que la conserve y se acuerde que a ella debo el momento más glorioso de mi vida, aquel en que he perecido defendiendo la causa de mi suelo...".

## Reconocimientos y distinciones
Un municipio del estado Mérida lleva su nombre.  La Universidad de Los Andes, con sede principal en Mérida,  otorga la Orden (condecoración) “Luis María Rivas Dávila” a ciudadanos que se destaquen en las artes, la cultura o la educación. El Ejército de Venezuela tiene entre sus componentes el Batallón de Infantería “Coronel Luís María Rivas Dávila", acantonado en el estado Trujillo.

## Descendencia
Engendró con su esposa tres hijos, Camilo, Fortunato y Luis María. Su hijo Camilo Rivas-Dávila Rivero engendró a Luisa Rivas y otros tres vástagos. Luisa Rivas fue la madre de Luis Camilo Ramírez, quien tuvo destacada actuación en la Primera Guerra Mundial.